# Turbonilla unilirata
Turbonilla unilirata är en snäckart som beskrevs av Bush 1899. Turbonilla unilirata ingår i släktet Turbonilla och familjen Pyramidellidae. Inga underarter finns listade i Catalogue of Life.